# Milou van Wijk
Milou van Wijk (12 de noviembre de 2004) es una deportista neerlandesa que compite en natación, especialista en el estilo libre. Ganó una medalla de bronce en el Campeonato Mundial de Natación de 2025, en la prueba de 4 × 100 m libre.

## Palmarés internacional
| Campeonato Mundial | Campeonato Mundial  | Campeonato Mundial | Campeonato Mundial |
| Año                | Lugar               | Medalla            | Prueba             |
| ------------------ | ------------------- | ------------------ | ------------------ |
| 2025               | Singapur (Singapur) | Medalla de bronce  | 4 × 100 m libre    |